# Caloptilia crinotibialis
Caloptilia crinotibialis är en fjärilsart som beskrevs av Tosio Kumata 1982. Caloptilia crinotibialis ingår i släktet Caloptilia och familjen styltmalar. Inga underarter finns listade i Catalogue of Life.